# Graham Eric Stirrup
Il maresciallo della Royal Air Force Graham Eric "Jock" Stirrup, barone Stirrup (Paddington, 4 dicembre 1949), è un generale britannico.

## Primi anni di vita e formazione
Graham Eric Stirrup è nato a Paddington, Londra, il 4 dicembre 1949 ed è figlio di William Hamilton Stirrup e di sua moglie Jacqueline Brenda (nata Coulson). Ha studiato alla Merchant Taylor's School di Northwood, nell'Hertfordshire.

## Carriera nella RAF
Stirrup ha iniziato la sua carriera militare presso il Royal Air Force College Cranwell, nel Lincolnshire, il 1º aprile 1968 ed ha ricevuto la sua commissione il 31 luglio 1970. Il 31 luglio 1971 è stato promosso ufficiale di volo con anzianità retrodatata fino al 31 gennaio. Il 31 luglio 1973 è stato nominato tenente di volo. Dal 1973 al 1975 ha operato nell'Aeronautica militare omanita. Mentre era in Oman, Stirrup volava con i BAC 167 Strikemaster durante la guerra del Dhofar nel supporto aereo ravvicinato e con ruoli di interdizione. Ciò gli ha dato preziose esperienze di battaglia sull'uso della forza aerea nelle operazioni contro-insurrezionali. Dopo essere tornato in patria nel 1975, Stirrup è stato assegnato al 41º squadrone dove ha pilotato i SEPECAT Jaguar nel ruolo di ricognizione combattente. Stirrup ha continuato a servire in un tour di scambio negli Stati Uniti dove ha effettuato ricognizioni tattiche con gli RF-4C Phantom.

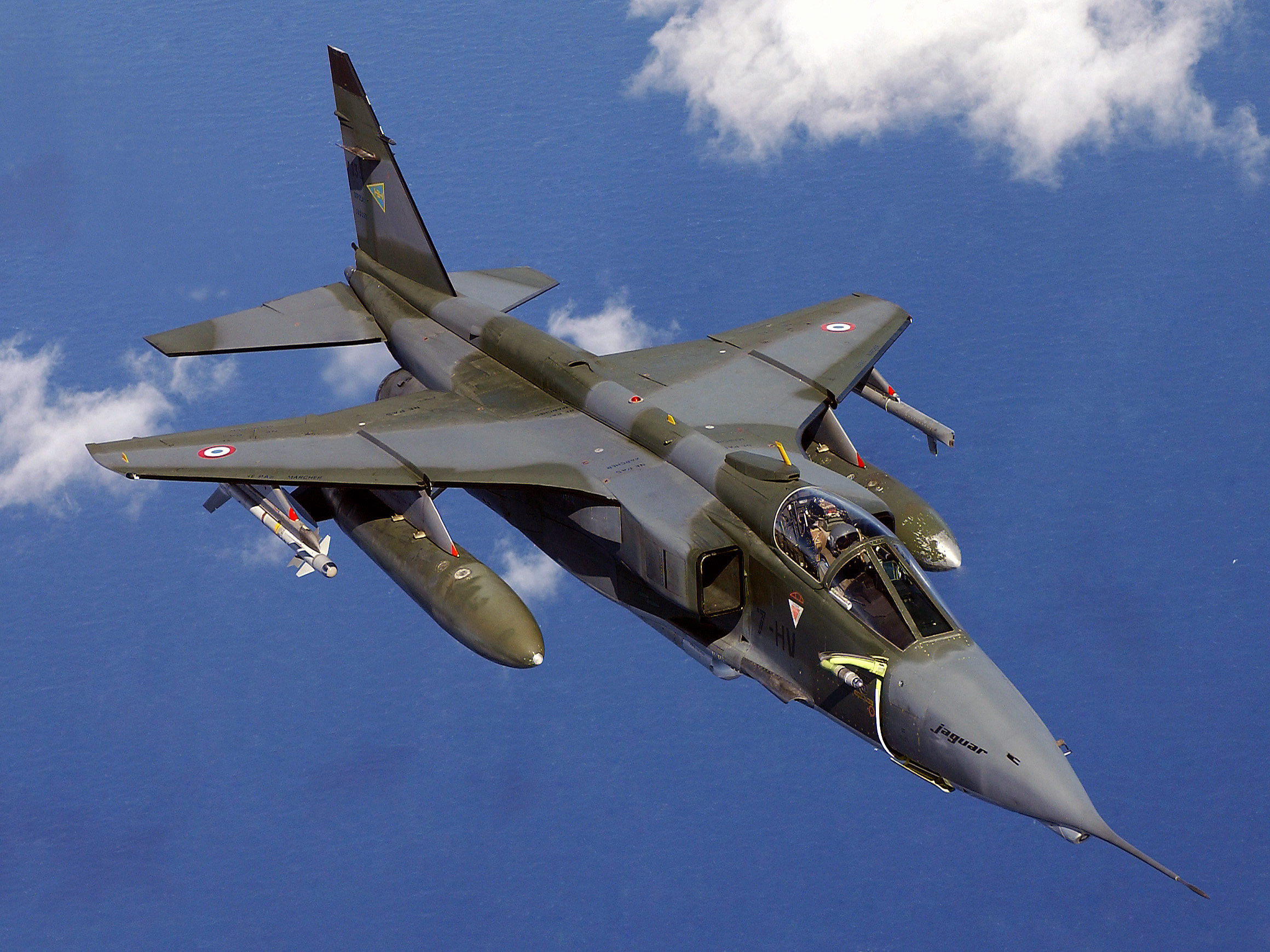
Un Jaguar, aereo pilotato da Stirrup negli anni '70.

Il 1º gennaio 1980 è stato promosso a caposquadrone. Ha quindi prestato servizio come comandante di volo nell'unità di conversione operativa n° 226 che aveva sede nella base aerea di Lossiemouth dal marzo 1983: i suoi compiti erano incentrati sull'istruzione dei piloti tirocinanti sui SEPECAT Jaguar. Il 7 marzo 1983 Stirrup stava eseguendo un controllo sui progressi degli studenti dal sedile posteriore del suo aereo, quando hanno subito un grave impatto con volatili. Stirrup non è stato in grado di accertare se il suo allievo fosse cosciente e la visuale era oscurata dai cadaveri degli uccelli. Uno dei motori ha preso fuoco, e anche se l'espulsione dall'aereo sarebbe stata giustificata, non sapendo se lo studente fosse o meno cosciente, Stirrup prese i comandi e riuscì ad atterrare nella base aerea di Leuchars. È stato poi premiato con la Air Force Cross per premiare la sua gestione dell'incidente.
Il 1º luglio 1984 è stato promosso a wing commander. Nel 1985 ha ricevuto l'incarico di ufficiale comandante del 2º squadrone che all'epoca aveva sede nella base aerea di Laarbruch, in Germania. Insieme ad altre unità aeree della NATO, il compito del suo squadrone era di fare ricognizioni tattiche di basso livello di fronte alla minaccia della guerra fredda. Stirrup ha acquisito esperienza di prima mano nei lavori di livello superiore della Royal Air Force quando, nel 1987, è stato nominato capo dell'ufficio del personale del comandante di stato maggiore dell'aeronautica.
Il 1º gennaio 1990 è stato promosso a capitano di gruppo. Dal 1990 al 1992 è stato comandante della base aerea di Marham e durante il suo mandato gli aerei da combattimento della base sono stati inviati in Medio Oriente, nell'ambito della campagna aerea della guerra del Golfo. Nel 1993 ha frequentato un corso al Royal College of Defence Studies di Londra. Il 1º gennaio 1994 è stato promosso a commodoro aereo. Lo stesso anno è stato nominato direttore dei piani e dei programmi della Royal Air Force. Il 1º luglio 1997 è stato promosso a vice-maresciallo aereo. Nell'aprile di quell'anno è stato nominato ufficiale comandante del 1º gruppo della Royal Air Force. Nell'agosto del 1998 ha ricevuto l'incarico di assistente capo del personale aereo. Il 6 novembre 2000 è stato promosso a maresciallo dell'aria. Nel corso di quell'anno è stato nominato vice comandante in capo del RAF Strike Command. Questa nomina ha comportato anche il ruolo aggiuntivo di comandante del 9° Centro di operazioni aeree combinate della NATO, con sede a High Wycombe, e di direttore dello European Air Group.
Dal settembre 2001 al gennaio 2002 è stato comandante nazionale del contingente britannico per l'Operazione Veritas, l'insieme delle azioni britanniche contro i talebani in Afghanistan. Questa è stata la sua prima esperienza diretta di operazioni di prima linea all'estero dal 1987. In questo ruolo ha diretto il contributo britannico all'Operazione Enduring Freedom guidata dagli Stati Uniti ed è stato consigliere militare del generale Tommy Ray Franks, il comandante in capo del comando centrale degli Stati Uniti. Ha operato nella base aerea statunitense MacDill come capo di una squadra britannica forte di sessanta elementi che stava contribuendo alla pianificazione operativa guidata dagli Stati Uniti. A Stirrup è succeduto il tenente generale Cedric Delves.

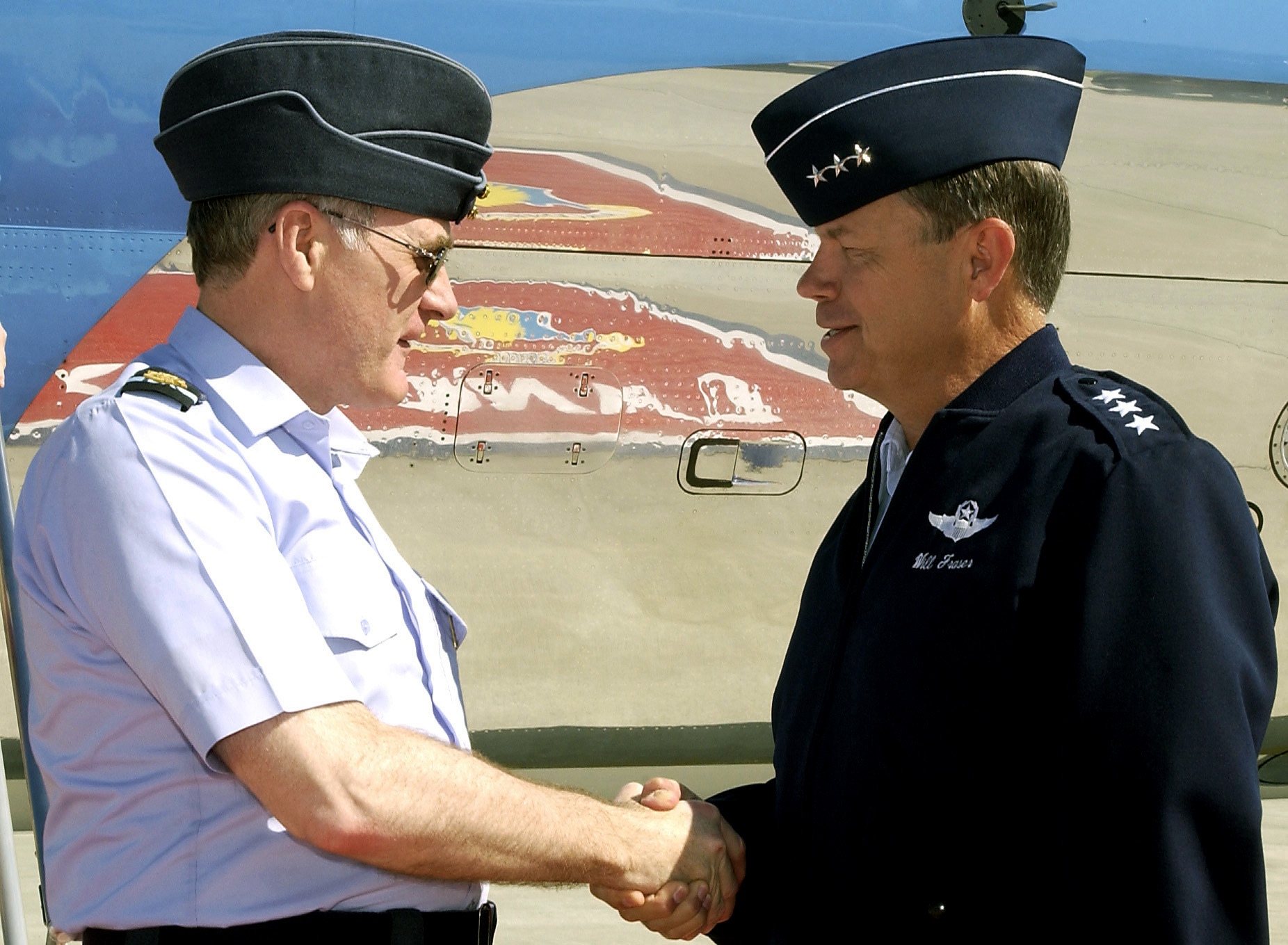
Stirrup (a sinistra) con il generale William M. Fraser III nel 2005.

Nell'aprile del 2002 è stato nominato vice capo di stato maggiore della difesa per le attrezzature, incarico che ha ricoperto fino al maggio 2003. Il suo compito principale era la predisposizioni di piani di equipaggiamento per l'esercito, l'aviazione e la marina, assicurando che i piani potessero essere realizzati negli anni successivi. La pianificazione dell'invasione dell'Iraq richiedeva nuove attrezzature e Stirrup si è impegnato sempre più nella pianificazione dei requisiti operativi urgenti. Una difficoltà particolare affrontata da Stirrup era la necessità di inserire gli ordini di attrezzature nell'industria prima che il governo fosse pronto a impegnarsi pubblicamente nell'azione. Stirrup ha informato i ministri su questo punto ma gli è stato impedito di piazzare gli ordini in base alle tempistiche desiderate. Alla fine alcuni elementi critici come armature per il corpo, stivali e indumenti per il deserto non erano disponibili per tutto il personale schierato.
Il 1º agosto 2003 è stato promosso a maresciallo capo e nominato capo di stato maggiore dell'aeronautica. Nel luglio del 2004 ha istituito la direzione strategica della Royal Air Force. Egli puntava a raggiungere una flotta di velivoli sempre più moderna e multi-ruolo, riducendo il numero di basi aeree ma ampliando e attrezzando meglio quelle rimaste, e a ridurre il numero del personale pur mantenendo o migliorando la loro formazione.

## Capo di stato maggiore della difesa
Il 28 aprile 2006 è stato nominato capo di stato maggiore della difesa. In quel periodo le forze armate britanniche stavano affrontando importanti impegni, sia in Iraq (con l'operazione Telic) che in Afghanistan (con l'operazione Herrick).

### Operazioni in Iraq

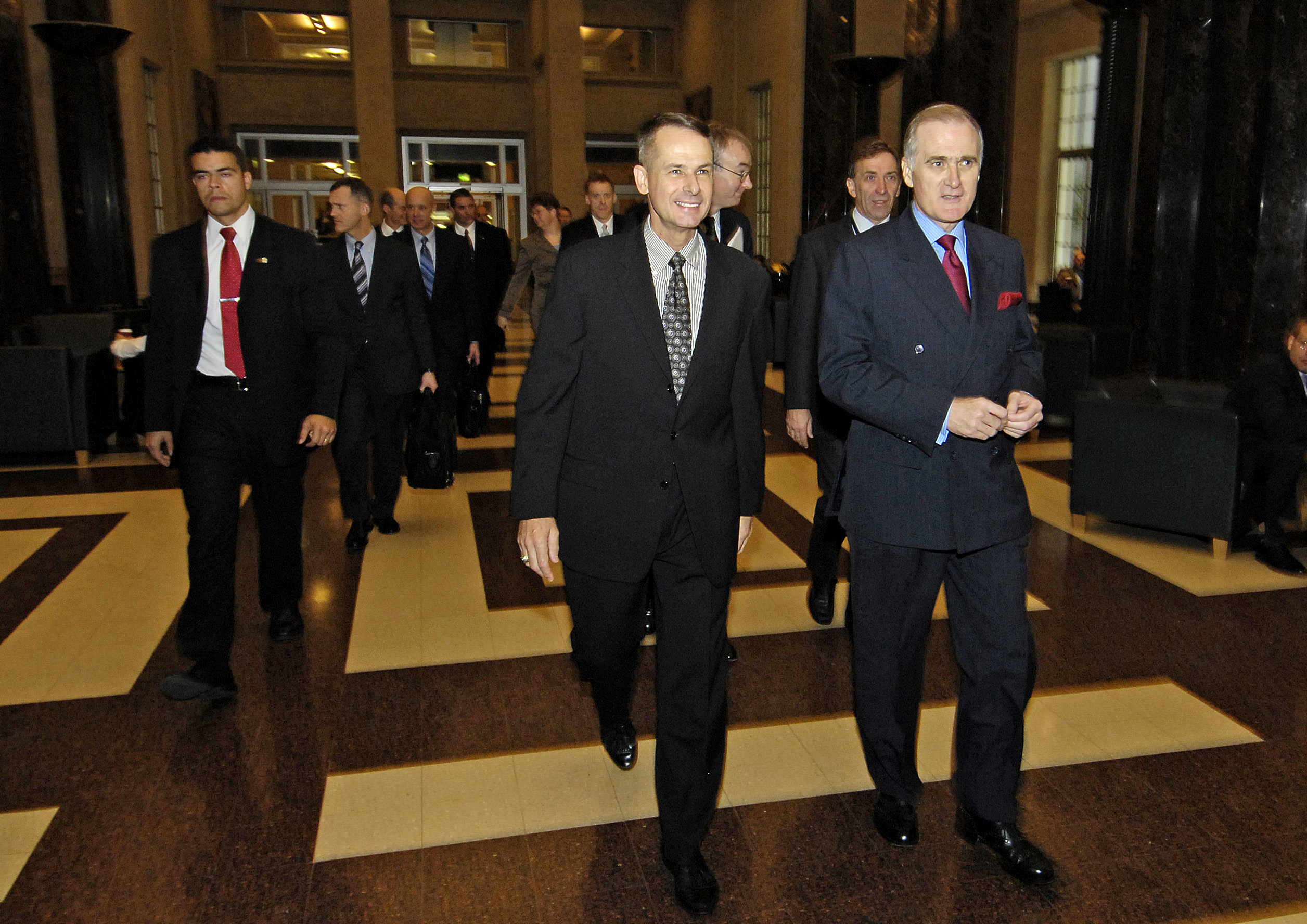
Stirrup con il generale statunitense Peter Pace nel 2006.

Nel maggio del 2006, poco dopo essere diventato capo di stato maggiore della difesa, ha visitato l'Iraq per valutare la situazione in prima persona. La responsabilità britannica era nel sud dell'Iraq e al suo ritorno ha riferito al segretario alla Difesa che Bassora era la chiave del successo nel sud dell'Iraq. Stirrup ha identificato due ostacoli al successo: il primo era rappresentato dalle milizie e il secondo veniva dalla necessità di un livello accettabile di governance irachena. Inoltre, ha ritenuto che l'interferenza iraniana fosse un fattore esacerbante e significativo. Notando che nessuno dei due ostacoli poteva essere affrontato completamente dalle forze armate britanniche, Stirrup considerava la soluzione essenzialmente politica.
Per agire contro le milizie, il comandante locale britannico nel sud-est dell'Iraq ha sviluppato un piano per condurre operazioni aggressive contro di loro. Allo stesso tempo, Stirrup si preoccupava sempre più che mancasse una forte leadership politica da parte degli iracheni e che senza questo rendesse i guadagni ottenuti dalle azioni militari contro le milizie di fatto inutili. Nel luglio del 2006, Stirrup ha annullato il precedente parere militare al segretario alla difesa affermando che i livelli di forza nel sud-est dell'Iraq avrebbero avuto bisogno di essere mantenuti. In precedenza si pensava che potessero essere ridotti da oltre 7 000 a una cifra tra i 3 000 e i 4 000 elementi. Nel settembre del 2006 il Primo ministro iracheno Nuri al-Maliki ha bloccato il piano britannico di agire contro le milizie. Stirrup credeva che ciò fosse dovuto alla dipendenza di al-Maliki dal sostegno del movimento sadrista in quella fase.
L'originale piano britannico è stato sostituito dall'operazione Sinbad, ritenuta accettabile dagli iracheni, e durata dal settembre del 2006 al febbraio del 2007. Come altri comandanti della coalizione, Stirrup considerava Sinbad insufficiente perché non coinvolgeva direttamente le milizie. Credendo che non avrebbe portato il livello di miglioramenti nella sicurezza che gli inglesi volevano, Stirrup ha iniziato a guardare alla strategia ad alto rischio di ritirare le truppe britanniche dall'interno di Bassora. Ciò avrebbe lasciato gli iracheni nella posizione di dover affrontare i problemi di sicurezza da soli o di perdere il controllo della seconda città dell'Iraq.
Dopo la fine dell'operazione Sinbad, la situazione militare per gli inglesi a Bassora è peggiorata e la base britannica locale è stata ripetutamente attaccata. Tuttavia, entro l'estate del 2007, la posizione politica di al-Maliki non dipendeva più dal sostegno del movimento sadrista, in quanto il suo fondatore, Muqtada al-Sadr, aveva criticato pubblicamente il premier. Nel luglio del 2007 al-Maliki ha sostituito il suo coordinatore della sicurezza a Bassora e durante una delle sue visite in Iraq, Stirrup ha incontrato il nuovo coordinatore della sicurezza di Bassora, il generale Mohan al-Furayji. Questi voleva che le forze britanniche si ritirassero da Bassora e Stirrup ha sottolineato che una volta che le forze britanniche se ne sarebbero andate, le sue forze irachene avrebbero dovuto occuparsi della sicurezza. Sia al-Furayji che Stirrup erano però certi del fatto che il mantenimento delle forze britanniche al di fuori di Bassora sarebbe stata una polizza assicurativa contro un deterioramento della situazione all'interno di Bassora e avrebbe dato ad al-Furayji qualcosa in più con cui avrebbe potuto minacciare le milizie. Stirrup era preoccupato che a causa della ridistribuzione sembrasse che gli inglesi fossero stati "bombardati da Bassora" ma ha giudicato che questo era preferibile al grave danno alla reputazione militare britannica, dato che la sicurezza a Bassora era completamente interrotta. Gran parte della ridistribuzione britannica è avvenuta in agosto e nonostante Stirrup facesse dichiarazioni pubbliche secondo cui il ritiro faceva parte del piano generale, alcuni commentatori hanno giudicato che gli inglesi erano stati sconfitti nel sud dell'Iraq. All'inizio di settembre tutte le truppe britanniche erano state ritirate dalla città di Bassora verso l'aeroporto per eseguire quello che era definito un incarico di "sorveglianza".

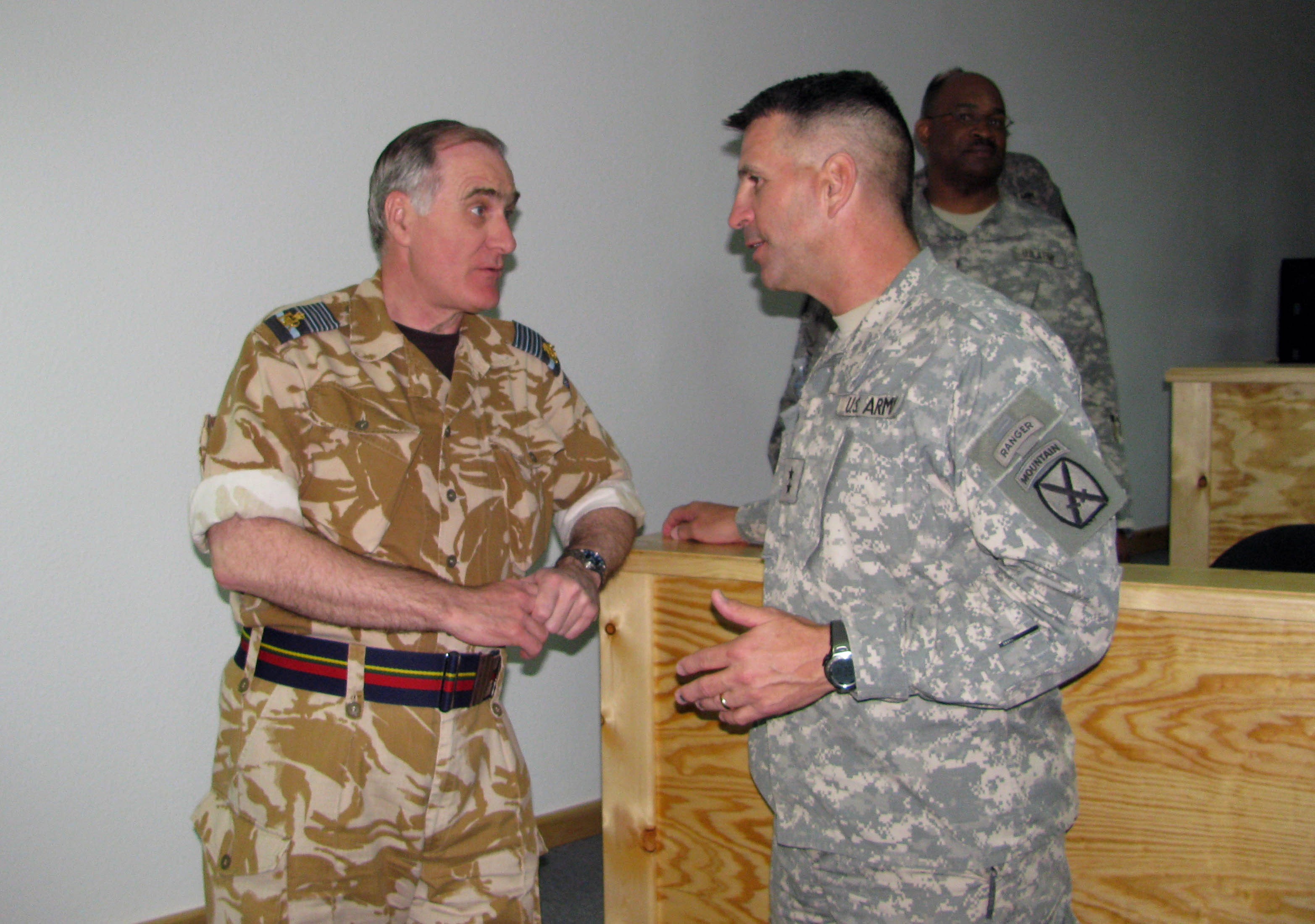
Stirrup in visita a Bassora con il generale Michael L. Oates nel marzo del 2009.

Dopo il ritiro delle truppe britanniche dalla città di Bassora, le violenze sono proseguite e il generale al-Furayji ha impiegato del tempo per elaborare un piano per migliorare la sicurezza. Nonostante le difficoltà, il governatorato di Bassora è stato consegnato al controllo provinciale iracheno nel dicembre del 2007. All'inizio del marzo 2008 il generale al-Furayji aveva elaborato un piano di sicurezza con il sostegno britannico che è stato presentato al generale David Petraeus e al Primo ministro al-Maliki a Baghdad. Il piano prevedeva un periodo di disarmo di sei settimane, la smobilitazione e il reinserimento a partire dal giugno del 2008 prima di forzare il disarmo dell'esercito delle altre forze non governative in seguito. Più tardi, in marzo, Stirrup è tornato a Baghdad e ha incontrato i generali David Petraeus e il generale Lloyd Austin, comandante del Multi-National Corps - Iraq. Stirrup ha sostenuto con fermezza il piano di al-Furayji ma ha osservato che egli aveva bisogno di essere sollecitato e sostenuto anche con le forze del Corpo. Austin era riluttante a fornire supporto, desiderando concentrarsi su Mosul, ma Petraeus era d'accordo con Stirrup. Tuttavia, questo piano è stato superato dalla decisione di al-Maliki di avviare l'operazione carica dei cavalieri. Sia Stirrup che i comandanti americani sono stati colti di sorpresa ed erano preoccupati per la mancanza di pianificazione. Nonostante ciò al-Maliki era deciso a lanciare la sua operazione alla fine di marzo.
L'operazione carica dei cavalieri ha condotto alla battaglia di Bassora, durata dal 25 al 31 marzo 2008. Sebbene la mancanza di pianificazione abbia provocato una certa confusione, la Coalizione ha sostenuto l'azione irachena con risorse terrestri e aeree. Alla fine di marzo le forze del governo iracheno avevano negoziato un cessate il fuoco con Muqtada al-Sadr. Con la scomparsa delle milizie, le forze del governo iracheno sono state in grado di rivendicare il controllo di Bassora. Pur riconoscendo che l'operazione carica dei cavalieri era stata tutt'altro che perfetta, Stirrup ha giudicato che sarebbe stato un successo poiché gli iracheni si stavano assumendo la responsabilità della propria sicurezza.
Dopo la conclusione dell'operazione carica dei cavalieri, gli inglesi sono stati coinvolti nell'aiutare la ricostruzione di quelle unità dell'esercito iracheno che avevano sofferto di scarsa coesione, o che addirittura si erano dissolte. Con il senno di poi, Stirrup ha ritenuto che le forze britanniche sarebbero state più utilmente impiegate nell'addestramento dell'esercito iracheno in misura maggiore all'inizio della campagna. Alla fine dell'aprile del 2009, la maggior parte delle operazioni militari britanniche in Iraq erano concluse. Il 28 luglio di quell'anno tutte le forze britanniche avevano lasciato l'Iraq ed erano state dislocate in Kuwait.

### Operazioni in Afghanistan
Dopo la sua nomina a comandante di stato maggiore della difesa, nel maggio del 2006 Stirrup si è recato nella provincia afgana di Helmand. A quel punto, lo sforzo britannico consisteva in una piccola base di tende a Camp Bastion, una base operativa a Lashkar Gah e in diverse caserme isolate nel nord di Helmand. Gran parte del resto della provincia non era ancora sotto il controllo britannico o di altri membri dell'ISAF. A quel tempo l'insurrezione stava iniziando a guadagnare forza e anche se entro il 2009 le Forze armate britanniche e il Corpo dei Marines degli Stati Uniti aveva notevolmente ampliato il loro ruolo e messo in sicurezza oltre il 50 % del provincia di Helmand, parlando nel 2009 Stirrup ha ammesso che in alcune aree la sicurezza era peggiorata. Ha anche evidenziato gli inadeguati livelli di forza forniti dalla NATO e le richieste contrastanti sulla coalizione di risorse politiche e militari che l'Iraq aveva posto fino al 2008. Stirrup riteneva che entro il 2009 le forze della NATO avrebbero avuto successo nella lotta agli insorti, portandoli fuori da città e villaggi e in tal modo consentendo un miglioramento della governance che avrebbe portato alla loro sconfitta.
Parlando in generale delle operazioni in Afghanistan, Stirrup ha notato che mentre "l'esercito è una chiave, un elemento essenziale per affrontare questi problemi, in generale questi problemi possono essere risolti solo politicamente". Questo ha favorito un approccio pragmatico nei confronti degli ex talebani. Nel dicembre del 2009 Stirrup ha espresso la sua preoccupazione per il calo del livello di sostegno pubblico alla guerra in Afghanistan che a suo parere avrebbe rischiato di minare lo sforzo britannico. In particolare, Stirrup ha chiesto uno spirito di risoluzione e ha dichiarato che la missione era realizzabile, osservando che le forze armate britanniche avevano finalmente ottenuto un piano dalle risorse adeguato per raggiungere l'obiettivo strategico.

### Estensione del mandato e ritiro

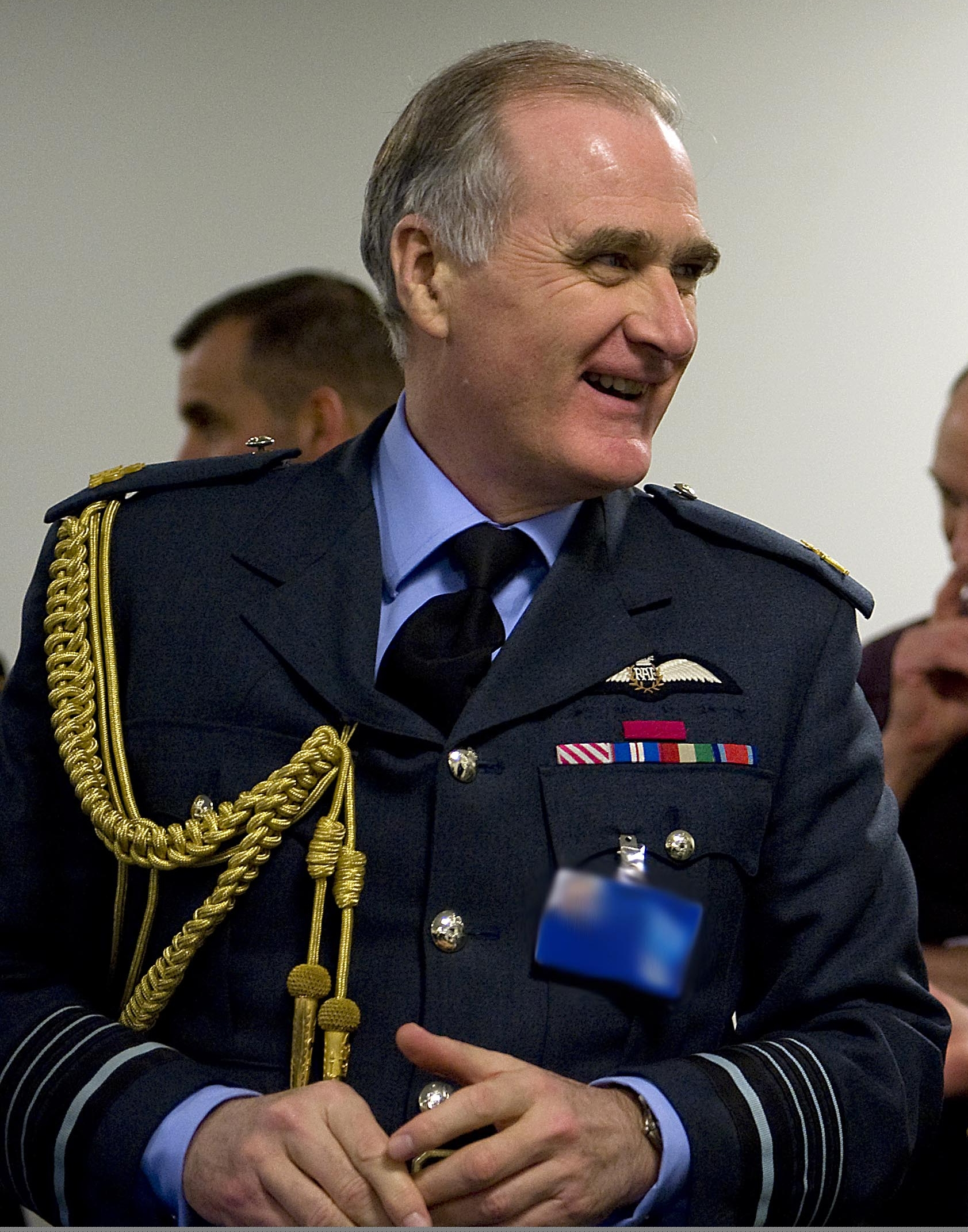
Stirrup in Turchia nel 2010.

A metà del 2008 il governo laburista dell'allora Primo ministro Gordon Brown ha esteso il mandato di Stirrup fino al 2011. Questo ha di fatto impedito ai tre capi di stato maggiore delle forze armate di competere per la posizione militare di maggior livello del Regno Unito. Il 14 luglio 2010 il segretario alla Difesa Liam Fox ha annunciato che il generale sir David Richards, allora capo di stato maggiore della British Army, sarebbe succeduto a Stirrup nell'ottobre del 2010. Richards è entrato in cerica il 29 ottobre 2010. Lo stesso giorno Stirrup è stato creato pari a vita con il titolo di barone Stirrup, di Marylebone nella città di Westminster. Il 1º febbraio 2011 è stato introdotto nella Camera dei lord, dove siede come indipendente. Stirrup si è ufficialmente ritirato dalla Royal Air Force il 4 aprile 2011. Il mese successivo Stirrup ha fornito prove dettagliate al comitato di selezione della difesa dei terreni selvaggi nel recente riesame strategico sulla sicurezza e la difesa del Regno Unito.
Il 24 aprile 2013 la regina Elisabetta II lo ha nominato cavaliere compagno dell'Ordine della Giarrettiera. Nel giugno del 2014 è stato nominato maresciallo onorario della Royal Air Force.

## Attività nella Camera dei lord
Nel 2013 lord Stirrup, il feldmaresciallo lord Guthrie e l'ammiraglio della flotta lord Boyce, hanno invitato il governo britannico a derogare alla Convenzione europea per la salvaguardia dei diritti dell'uomo e delle libertà fondamentali per la durata delle operazioni militari. Essi erano preoccupati che il maggiore rischio di azioni giudiziarie affrontate dai comandanti avrebbe portato a una generazione di leader militari avversi al rischio. Nell'agosto del 2014 Stirrup era tra le duecento personalità pubbliche che hanno firmato di una lettera al Guardian in si opponevano all'indipendenza scozzese in vista del referendum del settembre successivo su tale questione. Nel giugno del 2015 è entrato a far parte della sottocommissione per gli affari esteri della Camera dei lord. Dall'ottobre del 2015 è presidente della Pilgrims Society.
In occasione del Remembrance Sunday del 2014 è stato annunciato che Stirrup avrebbe guidato gli sforzi per raccogliere un milione di sterline per consentire la costruzione di un monumento nazionale al personale di servizio britannico che combatteva in Iraq e in Afghanistan da erigere nel centro di Londra. A marzo del 2015 Stirrup era fiducioso che fosse possibile raccogliere l'intero importo necessario e, nel luglio dell'anno successivo, sono cominciati i lavori per il memoriale nei Victoria Embankment Gardens. L'Iraq and Afghanistan Memorial è stato inaugurato nel marzo del 2017.
Nel luglio del 2016 Stirrup ha rilasciato un'intervista a Sky News in cui ha accusato la Russia di avere un "regime da gangster" e una "politica estera da gangster" in relazione al loro intervento in Ucraina. Notando che il Cremlino considerava la NATO debole, Stirrup ha chiesto all'Occidente di sviluppare una strategia a lungo termine per contrastare le azioni della Russia. In particolare ha esortato i paesi della NATO a spendere di più in difesa.
È stato colonnello onorario del 73º reggimento ingegneri volontari dal 1º aprile 2002 al 1º giugno 2003. Ha ricevuto un Doctor of Science dall'Università di Cranfield e il 1º agosto 2003 è stato nominato aiutante di campo della regina.

## Vita personale
Nel 1976 ha sposato Mary Alexandra Elliott. Hanno un figlio. I suoi hobby includono il golf, la musica, il teatro e la storia. È membro della Royal Aeronautical Society, del Chartered Management Institute e della Society of Knights of the Round Table.